# Nephtys multicirrata
Nephtys multicirrata är en ringmaskart som beskrevs av Hartmann-Schröder 1960. Nephtys multicirrata ingår i släktet Nephtys och familjen Nephtyidae. Inga underarter finns listade i Catalogue of Life.